# Шифтингбордс
Шифтингбордс (від англ. shifting boards — «дошки зсуву») — суцільний ряд дощок, що проходять по всій довжині судна від носа до корми. Шифтингбордсами обладнували кліпери, призначені для перевезення зерна, що веде себе на хвилюванні майже як рідина і навіть при незначному нахилі судна, може зміститися на один борт і викликати перекидання судна. У наш час[коли?] шифтингбордси так само застосовуються на суднах для перевезення сипучих вантажів.
Шифтингбордси встановлюються в спеціальних гніздах, улаштованих в поперечних комінгсах люка або у пілерсах під ними. Проліт зміцнюється стійками, що прикріплюються до борту за допомогою тросів. При перевезенні не сипких вантажів, коли необхідність у шифтингбордсах відпадає, їх закріплюють на бортах або перебірках.